# Diana Finkel
Pour les articles homonymes, voir Finkel.
Diana Finkel est une athlète américaine née en 1971. Spécialiste de l'ultra-trail, elle a notamment remporté l'Angeles Crest 100 Mile Endurance Run en 2003, la Leadville Trail 100 en 2006 ainsi que la Hardrock 100 en 2008, 2009, 2010 et 2011.

## Résultats
| no  | féminin            | Course              | Longueur | Départ            | Temps            |
| --- | ------------------ | ------------------- | -------- | ----------------- | ---------------- |
| 12e | Médaille d'or      | Angeles Crest 100   | 100 mi   | 27 septembre 2003 | 24 h 39 min 08 s |
| 7e  | Médaille d'or      | Leadville Trail 100 | 100 mi   | 19 août 2006      | 20 h 43 min 19 s |
| 6e  | Médaille d'or      | Hardrock 100        | 100 mi   | 11 juillet 2008   | 31 h 09 min 40 s |
| 3e  | Médaille d'or      | Hardrock 100        | 100 mi   | 10 juillet 2009   | 27 h 18 min 24 s |
| 2e  | Médaille d'or      | Hardrock 100        | 100 mi   | 9 juillet 2010    | 28 h 32 min 00 s |
| 5e  | Médaille d'or      | Hardrock 100        | 100 mi   | 8 juillet 2011    | 29 h 27 min 00 s |
| 25e | Médaille de bronze | Bear 100            | 100 mi   | 27 septembre 2013 | 24 h 57 min 00 s |